# Mimosybra postlineata
Mimosybra postlineata là một loài bọ cánh cứng trong họ Cerambycidae.